# Sebastes borealis

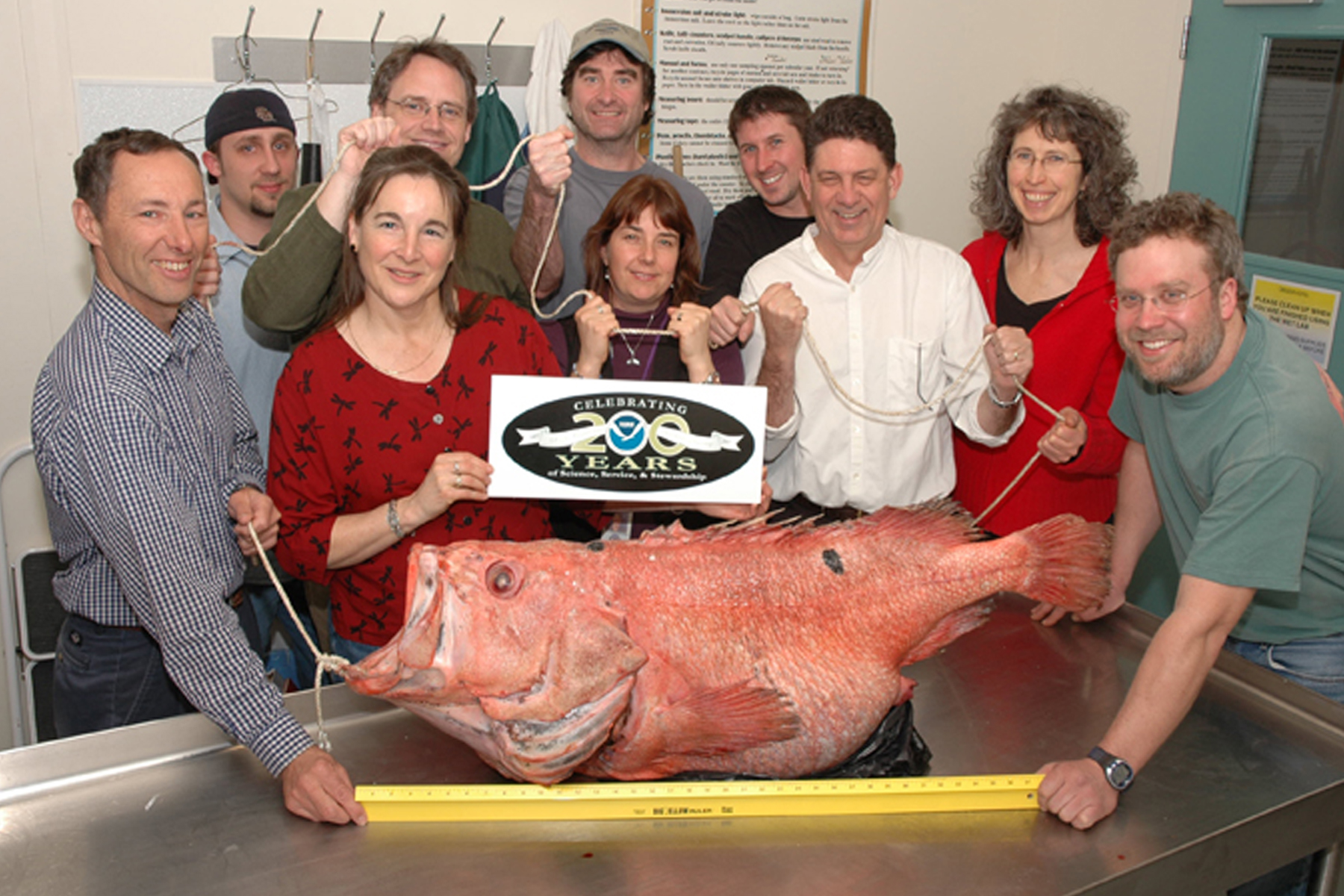
El mateix exemplar de la primera fotografia de 112 cm de longitud i 28 kg de pes.

Sebastes borealis és una espècie de peix pertanyent a la família dels sebàstids i a l'ordre dels escorpeniformes.

## Etimologia
Sebastes prové del mot grec sebastes (august, venerable), mentre que la paraula llatina borealis vol dir "del nord" i fa referència al seu hàbitat àrtic.

## Descripció
El seu cos, fusiforme, fa entre 108-112 cm de llargària màxima i 16,2-28 kg de pes. 13 espines i 13 radis tous a l'única aleta dorsal, la qual s'estén sobre la major part del dors. 3 espines i 7 radis tous a l'aleta anal. 26 vèrtebres. Espines del cap de fortes a moderades. Presència d'espines nasals, preoculars, supraoculars, postoculars, timpàniques, parietas, nucals i coronals (tot i que aquestes darreres hi poden mancar). Té menys de dues espines a la vores inferiors de les òrbites oculars. Porus molt grans a la mandíbula inferior. Aleta caudal moderadament truncada. És de color rosa vermellós a vermell ataronjat. Boca vermella. Totes les aletes poden tindre una mica de color negre i l'aleta dorsal presentar l'extrem de color blanc. Alguns exemplars han estat observats per haver desenvolupat tumors epidèrmics de color negre. Línia lateral contínua. 27-31 branquiespines. Absència d'aleta adiposa. Aletes pectorals amb cap espina i 17-20 radis tous. Aletes pelvianes amb 1 espina i 5 radis tous.

## Reproducció
És de fecundació interna i vivípar. A Califòrnia, l'època reproductiva té lloc al maig.

## Alimentació
A Alaska i Rússia, menja organismes bentònics i pelàgics (entre d'altres, Berryteuthis magister, Chionoecetes angulatus, Chionoecetes opilio, Clupea pallasii, Icelus canaliculatus, Lampetra tridentata, Leuroglossus schmidti, Lycodes concolor, Malacocottus zonurus, Pandalopsis dispar, Pandalus goniurus, Stenobrachius leucopsarus, Stenobrachius nannochir, el peix carboner d'Alaska -Theragra chalcogramma-, Triglops forficatus, Crangonidae, pandàlids i meduses). El seu nivell tròfic és de 3,87.

## Depredadors
A Rússia és depredat pel bacallà del Pacífic (Gadus macrocephalus), Polypera simushirae	i Bathyraja maculata.

## Hàbitat i distribució geogràfica
És un peix marí i batidemersal (entre 0 i 1.200 m de fondària), el qual viu al Pacífic nord: els fons tous des del sud-est de Kamtxatka fins al sud del Japó, la mar de Bering (com ara, el canyó submarí Navarin), el golf d'Alaska, les illes Aleutianes, el Canadà i Point Conception (Califòrnia, els Estats Units), incloent-hi la mar del Japó, la mar d'Okhotsk i els corrents de Califòrnia i Kuroshio. A les costes siberianes, realitza migracions verticals estacionals: de 400 a 600 m de fondària entre l'abril i el maig, i de 300 a 500 m entre el juny i el novembre.

## Observacions
És inofensiu per als humans, el seu índex de vulnerabilitat és d'alt a molt alt (71 de 100) i pot assolir una longevitat de 157 anys.